# Nathaniel Phillips
Nathaniel Harry „Nat“ Phillips (* 21. März 1997 in Bolton) ist ein englischer Fußballspieler, der beim FC Liverpool unter Vertrag steht und aktuell an Derby County ausgeliehen ist.

## Karriere
Phillips verließ 2016 die Jugend der Bolton Wanderers und hielt sich vorerst bei Huddersfield Town fit, nachdem er sich ein Stipendium an der University of North Carolina mit der Aussicht auf einen MLS SuperDraft sicherte. Kurz vor seinem geplanten Abflug nach Nordamerika unterschrieb er jedoch einen Vertrag beim FC Liverpool und entschied sich somit für einen Verbleib in der Heimat. In der Vorbereitung auf die Premier League 2018/19 trainierte Phillips unter Jürgen Klopp erstmals mit Liverpools erster Mannschaft und erhielt im Profikader die Rückennummer 47. Obwohl er nur mit der Reservemannschaft zu Pflichtspieleinsätzen kam, feierte er als Mitglied des erweiterten Kaders mit dem FC Liverpool beim Endspiel in Madrid den Triumph in der UEFA Champions League 2018/19.
Am 7. August 2019 wechselte Phillips auf Leihbasis bis zum Saisonende zum VfB Stuttgart. Daraufhin gab er am 12. August 2019 im DFB-Pokal 2019/20 in der ersten Runde beim 1:0-Auswärtssieg gegen den Drittligisten Hansa Rostock mit dem VfB sein Profidebüt, als er in der Halbzeit für Holger Badstuber eingewechselt wurde. Am folgenden Wochenende debütierte Phillips am 3. Spieltag der Zweitligasaison 2019/20 beim 2:1-Heimsieg gegen den FC St. Pauli auch in der Liga. Der Engländer absolvierte elf Pflichtspieleinsätze für die Schwaben und beendete die Hinrunde mit ihnen auf dem dritten Tabellenplatz.
Zum 1. Januar 2020 wurde das Leihgeschäft seitens Phillips’ Verein FC Liverpool aufgrund der „angespannten Personalsituation“ vorzeitig beendet. Da die Premier League nicht wie die deutschen Bundesligen durch eine zusammenhängende Winterpause unterbrochen wurde, war eine Rückkehr nach Stuttgart zum Rückrundenstart der zweiten Liga Ende Januar 2020 möglich. Beim 1:0 über den Stadtrivalen FC Everton in der 3. Runde des FA Cups debütierte der Verteidiger für die erste Mannschaft Liverpools und kehrte noch vor Rückrundenbeginn, erneut leihweise, nach Stuttgart zurück. In der Innenverteidigung war der Engländer weiterhin gesetzt, wurde jedoch ab Ende Mai von Marcin Kamiński in der Viererkette verdrängt. Insgesamt absolvierte Phillips 22 Pflichtspiele für die Schwaben und stieg mit ihnen als Vizemeister in die Bundesliga auf.
Zur Saison 2020/21 kehrte er zum FC Liverpool zurück, für den er am 31. Oktober 2020 sein Debüt in der Premier League gab, als er im Heimspiel gegen West Ham United am 7. Spieltag in der Startaufstellung stand. Insgesamt kam Phillips in dieser Saison 17-mal in der höchsten englischen Spielklasse zum Einsatz, stand 15-mal in der Startelf und erzielte ein Tor.
In der Winterpause der Saison 2021/22 wechselte Phillips auf Leihbasis bis zum Saisonende zum Zweitligisten AFC Bournemouth. Mit Bournemouth stieg er in der EFL Championship 2021/22 als Tabellenzweiter in die Premier League auf.
Zur Saison 2022/23 war er wieder fester Bestandteil des Kaders des FC Liverpool. Am 31. August 2023 wechselte er als Leihspieler nach Schottland zu Celtic Glasgow. Diese Leihe endete Anfang Januar 2024 und Phillips wechselte leihweise zu Cardiff City. Für den Verein bestritt er achtzehn Spiele in der EFL Championship 2023/24 und erzielte dabei einen Treffer für den Tabellenzwölften. Ende August 2024 folgte eine weitere Leihe in die zweite englische Liga zum Aufsteiger Derby County.

## Erfolge
VfB Stuttgart
- Aufstieg in die Bundesliga:  2020

AFC Bournemouth
- Aufstieg in die Premier League: 2022